# Sant’Alessio con Vialone
Sant’Alessio con Vialone (lombardul: Sant'Aless) település Olaszországban, Lombardia régióban, Pavia megyében. Lakosainak száma 1028 fő (2023. január 1.). Sant’Alessio con Vialone Cura Carpignano, Lardirago, Roncaro, San Genesio ed Uniti, Bornasco és Pavia községekkel határos.

## Népesség
A település lakossága az elmúlt években az alábbi módon változott:
| Lakosok száma | 961  | 965  | 1028 |
|               | 2017 | 2018 | 2023 |